# Wilhelm Kreis

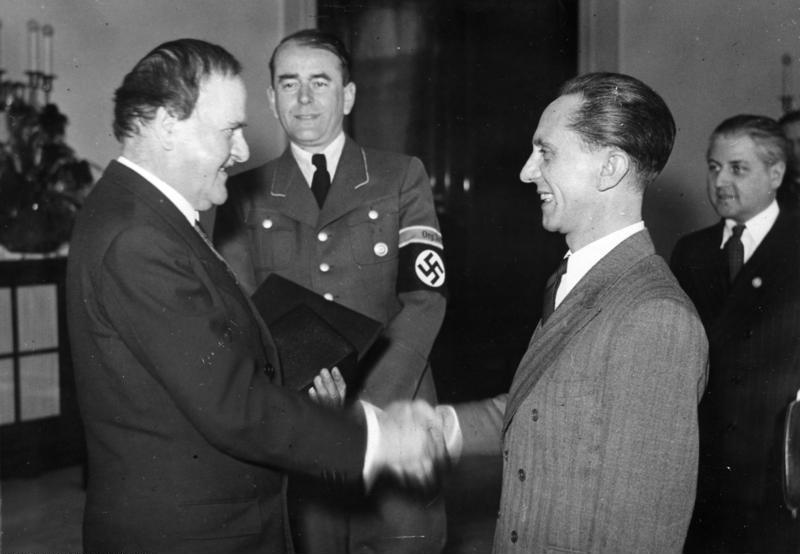
Dr. Kreis (t.v.) får Adlerschild av Dr. Goebbels. Dr. Speer ser på.

Wilhelm Heinrich Kreis, född 17 mars 1873 i Eltville am Rhein, död 13 augusti 1955 i Bad Honnef, var en tysk arkitekt.
Kreis studerade 1893–97 vid olika tekniska högskolor i Tyskland. Åren 1896–99 var han medarbetare till Hugo Licht och 1899 assistant hos Paul Wallot. Han var 1902–20 professor på Kunstgewerbeschule i Düsseldorf, åren 1909–20 som efterträdare till Peter Behrens. År 1920 övergick han till Technischen Hochschule i Dresden och 1926 till Kunstgewerbeschule i samma stad. Han var generalbaurat för tyska krigskyrkogårdar 1941–45 och ordförande i Reichskammer der bildenden Künste 1943–45. Han ritade bland annat en mängd Bismarcktorn i Tyskland.

## Galleri

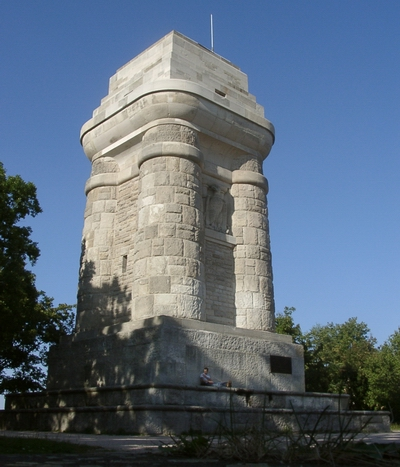
Bismarcktorn, Stuttgart (1904)
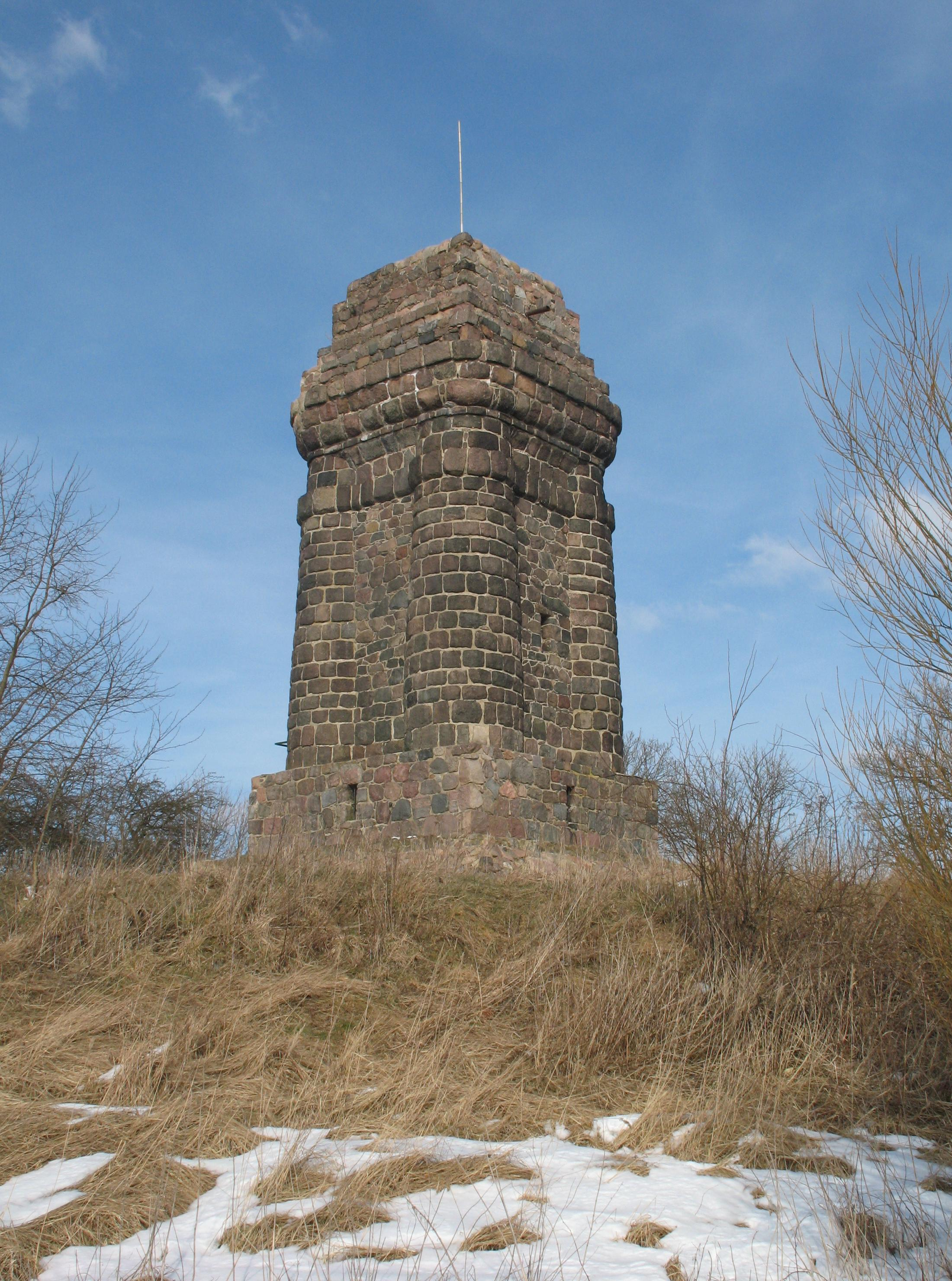
Bismarcktorn, väster om Klein-Mutz (1900)
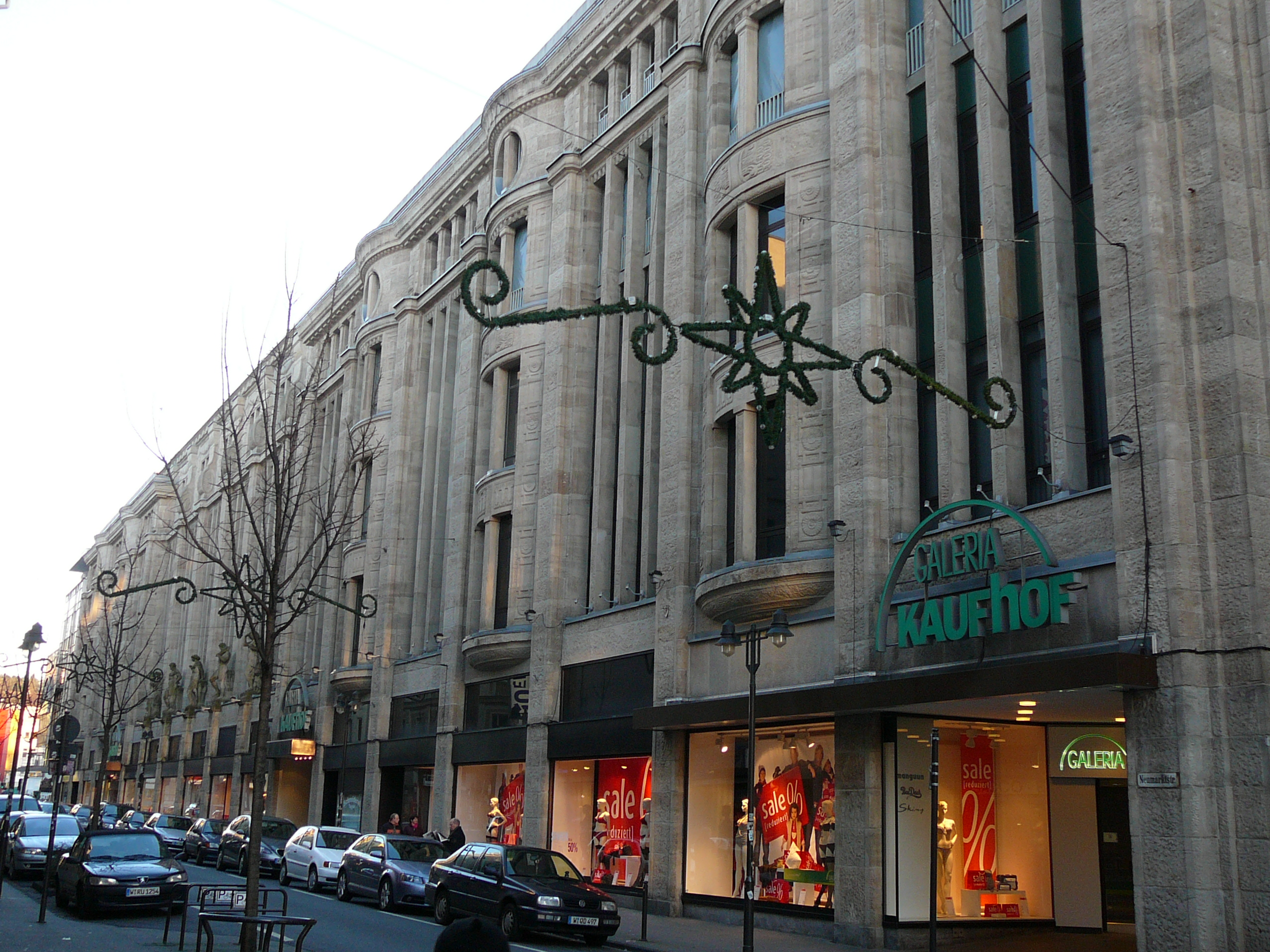
Kaufhaus Tietz, Wuppertal (1911/12)
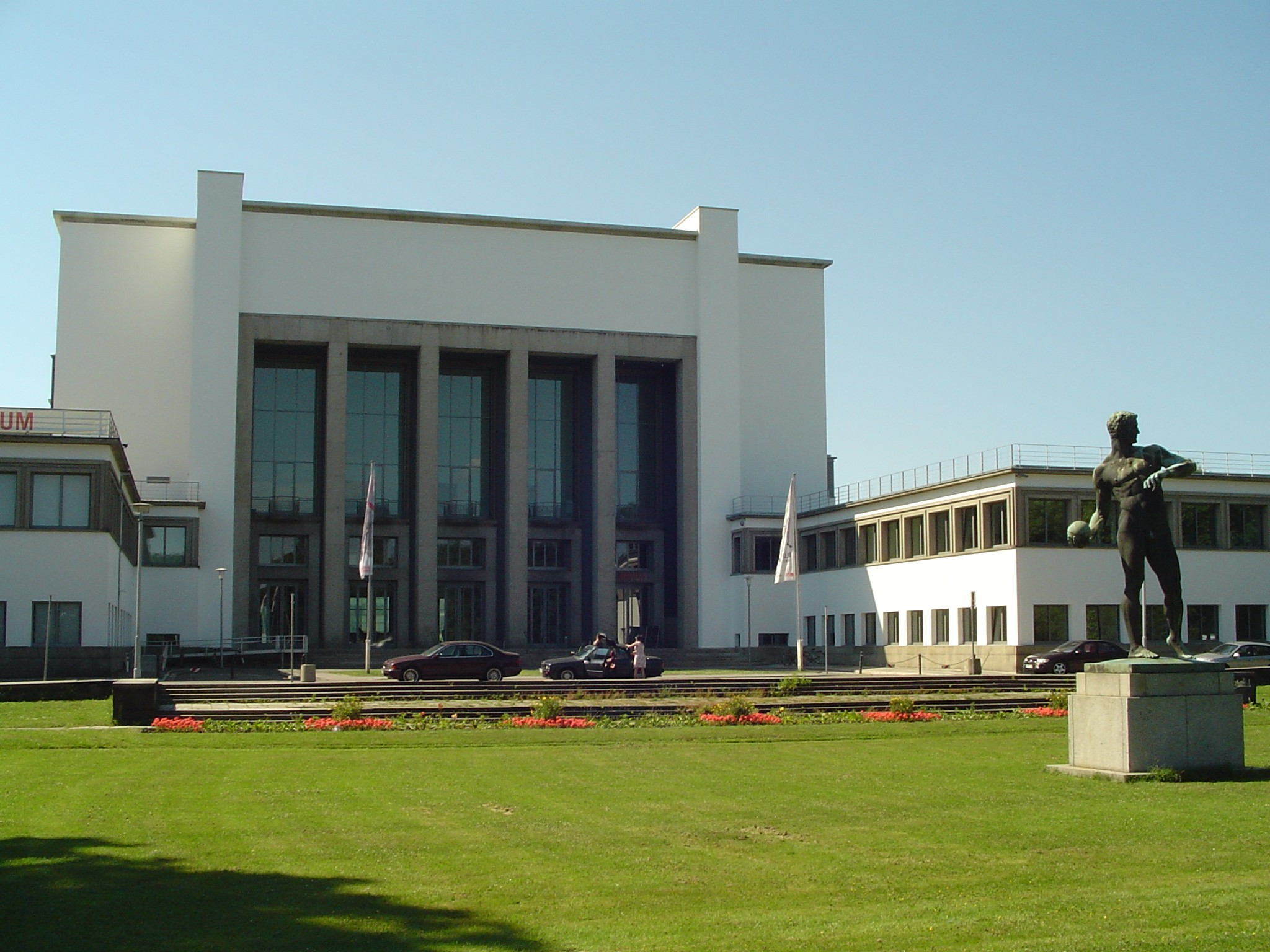
Deutsches Hygiene-Museum, Dresden (1912)
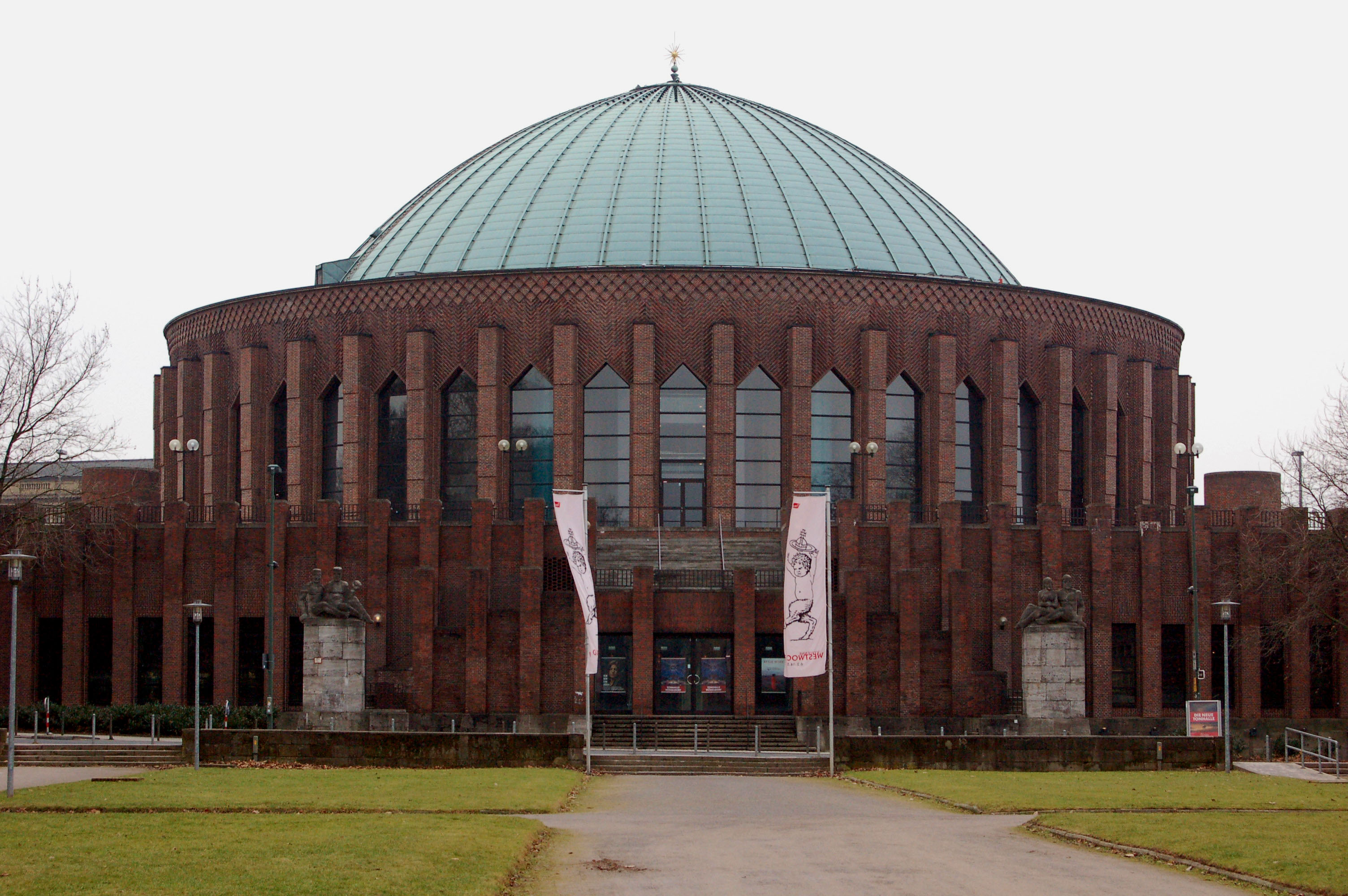
Tonhalle Düsseldorf (1925/26)